# Сеснок (Новый Южный Уэльс)
Сеснок или Сесснок (англ. Cessnock) — город в регионе Хантер, Новый Южный Уэльс, Австралия. Административный центр округа Сеснок (LGA). Город находится в 27 километрах от Мейтленда, в 52 километрах от Ньюкасла и в 154 километрах от Сиднея.

## Название
Сеснок  получил своё название в честь земельного участка под названием Cessnock Estate («Поместье Сеснок»), которым с 1826 года владел Джон Кэмпбелл. 
Превращение некогда процветающего шахтерского городка в винный сервисный центр было долгим процессом.
Сеснок расположен между самыми ранними европейскими поселениями Австралии — Сиднеем, рекой Хоксбери и Ньюкаслом. Лежа на сухопутном пути между этими важными поселениями, он обеспечивал ранние европейские контакты с коренными народами, которые населяли территории Сеснока более 3000 лет. Народ Воннаруа был преобладающим населением во время европейского контакта, который впоследствии оказался катастрофическим для племени Воннаруа. Многие были убиты или умерли из-за европейских болезней. Другие были вынуждены переселиться на соседнюю племенную территорию и там были убиты. Город Сеснок изобилует местными топонимами и названиями, которые ассоциируются с коренными народами Австралии, включая в себя такие названия, как Конгевай, Курри-Курри, Лагуна, Нулкаба и Волломби.
Скотоводы начали заселять эту землю в 1820-х годах. Город был назван «Сеснок» шотландским поселенцем Джоном Кэмпбеллом в честь баронского замка Сеснок его деда в Голстоне, Ист-Эршир, чтобы отразить аристократическое наследие и амбиции этого поместья. Городок Сеснок развивался с 1850 года, как сервисный центр на пересечении Большой Северной дороги (англ. Great North Road) из Сиднея в долину Хантер, с ответвлениями на Мейтленд и Синглтон.
Создание угольных месторождений Южного Мейтленда привело к обширному заселению земель в период с 1903 по 1923 год. В это время была заложена современная схема развития городов, транспортных путей и промышленного ландшафта. Исследование угольного пласта «Грета» профессором Эджуортом Дэвидом около 1888 года стало толчком к значительным социальным и экономическим изменениям в этом районе с развитием угледобывающей промышленности.

## Население
По переписи 2021 года в городе проживало 23,211 человек, а 10 лет назад, в 2006 году, в городе жило 18 316 человек.
- Аборигены островов Торресова пролива и прочие коренные народы составляют 8,2 % от всего населения.
- 86,8 % людей родились в Австралии. Следующими наиболее распространенными регионами и странами рождения были Англия (Великобритания) 1,6 %, Новая Зеландия 0,9 % и Шотландия (Великобритания) 0,5 %.
- 88,3 % людей говорят только по-английски дома.
- Наиболее распространенными религии были англиканство (27,5 %), атеизм (24,6 %) и католицизм (18,9 %)[6].

## Экономика
Сокращение добычи на угольных месторождениях Южного Мейтленда сопровождалось ростом винной промышленности и улучшением доступа к другим центрам занятости.
Винодельческий район долина Хантер близ Сеснока является старейшим винодельческим регионом Австралии и одним из самых известных, с виноградной лозой площадью около 1800 гектаров. Виноградники Поколбина, Маунт-Вью и Алландейла с их богатыми вулканическими почвами, за которыми ухаживают предприимчивые виньероны, также являются центром процветающей и растущей туристической индустрии. Расширение и в конечном итоге завершение строительства автострады F3 вызвало бум недвижимости и туризма в 1990-е годы.
Сеснок начал развивать другие туристические предприятия за пределами винодельческой промышленности, такие как поля для гольфа, полеты на воздушном шаре и прыжки с парашютом.
С 2001 года городской совет активно проводит политику обновления кварталов в центре города. Местный совет был одним из первых, кто ввел программу утилизации отходов в штате Новый Южный Уэльс.
Большая часть рабочих мест приходится на местный портовый город Ньюкасл, близлежащие крупные центры Мейтленд и Синглтон, а также на сферу услуг в районе местного совета, который включает в себя множество небольших городов, таких как Курри-Курри, Уэстон, Нит, Абернети, Кирсли и Поколбин.

## География
Город расположен на богатых аллювиальных и вулканических почвах долины Хантер. Большая часть этого района залегает в богатых угольных пластах. Хребет Брокенбэк (часть Большого Водоразделительного хребта) возвышается к западу от города. Река Хантер течет вниз по долине Хантер примерно в 20 км к северу. Сеснок находится в пределах важного птичьего района долины Хантер.

### Климат
Сеснок имеет субтропический океанический климат с жарким летом и прохладной зимой. Лето может быть сухим, но влажные дни там не редкость. Зимы обычно сухие, с холодными ночами, во время которых может быть иней.

## Образование

### Начальные школы
- St Philip’s Christian College
- Cessnock Public School
- Nulkaba Public School
- Cessnock East Public School
- Bellbird Public School
- Cessnock West Public School
- Kearsley Public School
- St Patricks Primary

### Средние школы
- Cessnock High School
- Mount View High School
- St Phillips Christian College

### Прочие
- Hunter Institute of TAFE — Cessnock Campus

## СМИ
Сеснок обслуживается рядом региональных газет, радиостанций и телевизионных станций.

### Пресса
- The Cessnock Advertiser[9], публикуется каждую среду с тиражом около 17 000 экземпляров[10].
- The Maitland Mercury
- The Newcastle Herald

### Радио
Радиостанции включают в себя:

#### AM-станции
- 2HD (коммерческая)
- 1233 ABC Newcastle (местное ABC радио)
- 2HRN (от группы коммерческих)
- Sky Sports Radio (как часть общегосударственной сети)

#### FM-станции
- KOFM 102.9FM (коммерческая)
- hit106.9 Newcastle 106.9FM (коммерческая)
- New FM 105.3FM (коммерческая)
- 2NUR 103.7FM (коммерческая)
- 2CHR (Central Hunter Radio) 96.5 FM[11] — (коммерческая)
- Rhema FM Newcastle 99.7FM (Христиансая)

#### Государственные вещатели
- Australian Broadcasting Corporation
  - 1233 ABC Newcastle
  - ABC Radio National
  - ABC News Radio
  - Triple J (молодежная станция)
  - ABC Classic FM (классическая музыка)
- SBS Radio (служба иностранных языков)

#### Телевидение
Сеснок является частью телевизионного рынка региона Ньюкасл-Хантер, который обслуживается 5 телевизионными сетями, тремя коммерческими и двумя национальными службами (которые включают новые субканалы, начатые в 2009 году для коммерческих сетей и в последние годы от национальных служб).
- NBN Television, GEM и GO! (Nine Network affiliate, действующая станция, (NBN TV) основана в 1962 году).
- WIN Television, One и Eleven (Network Ten affiliate, (ранее известная как Southern Cross Ten, TEN Northern N.S.W. и NRTV) была создана в результате объединения 31 декабря 1991 года).
- Prime7 (ранее известная как Prime Television), 7Two и 7mate (Seven Network / Prime affiliate была создана в результате объединения 31 декабря 1991 года).
- ABC Television включает в себя ABC1, ABC2/ABC 4 Kids , ABC3 and ABC News 24 и находится в собственности правительства. The ABC TV сервис был основан в 1960-х годах.
- SBS Television включает в себя SBS ONE and SBS Two и находится в собственности правительства.. Сервис был введён в 1980-х годах.

## Спорт
В городе есть множество спортивных сооружений. Город участвует в нескольких региональных спортивных соревнованиях, в частности в Ньюкаслских лигах по различным видам спорта. Некоторые местные игроки стали успешными спортсменами, например, это представители австралийской регбийной лиги и братьев Эндрю и Мэтью Джонсов. Игрок в гольф и телекомментатор Джек Ньютон также родом из Сеснока. Его ежегодный суб-юниорский турнир по гольфу выявил несколько талантливых молодых игроков в гольф, он проводится на местных чемпионских полях Поколбина. Сеснок был базовым лагерем для японской национальной футбольной сборной во время Кубка Азии по футболу в 2015 году.

## Транспорт
В течение столетия Сеснок обслуживала железнодорожная сеть Южного Мейтленда, первоначально построенная для угольной промышленности, но в свое время имевшая значительные пассажирские перевозки, включая прямой поезд до Сиднея, известный как Cessnock Flyer.
Съезд в Сеснок с автострады Сидней-Ньюкасл на Фриманс-Уотерхол обеспечивает одно из главных автомобильных соединений Сиднея с Сесноком через «Gap» — перевал через горный хребет Ватаган к северу от горы Хитон.
До тех пор, пока в 2014 году не открылась скоростная автомагистраль Хантер, соединяющая шоссе Новой Англии в Бранкстоне и автостраду Сидней-Ньюкасл в Уэст-Уолсенде, движение проходило через Сеснок.
Местный аэропорт расположен чуть севернее города, на въезде в округа Вайнйард. Он имеет небольшой общественный пассажирский терминал, а также служит базой для авиационных учебных организаций, таких как школа авиации колледжа Эвондейл и авиация Хантер-Вэлли. Аэропорт не обслуживается рейсами RPT. До этого региона можно добраться по воздуху из аэропорта Ньюкасла в Уильямтауне, расположенного в 53 км.
Местные автобусы курсируют на автобусах Rover, которые доставляют пассажиров в Мейтленд, Ньюкасл и Мориссет, а также на школьных автобусах.

## Национальное достояние
Сеснок содержит ряд зданий и объектов, которые находятся в реестре Национального достояния, из них:
- Здание суда
- Полицейский участок и резиденци
- Бывшее Здание Суда
- Отель Курри Курри
- Главный Угольный Завод Ричмонда
- Дом «Лагуна»
- Почтовое отделение
- Музей «Индевор» (бывший Дом суда)
- Государственная школа,
- Католическая Церковь Святого Михаила
- Англиканская церковь Святого Иоанна Богослова
- Стэнфордский Главный Угольный Карьер № 2, Главное Здание
- Наскальные рисунки Аборигенов, Пещера Байаме